# Гней Корнелий Лентул Гетулик (консул 26 г.)
Вижте пояснителната страница за други личности с името Гней Корнелий Лентул Гетулик.
Гней Корнелий Лентул Гетулик (на латински: Gnaeus Cornelius Lentulus Gaetulicus; 8 пр.н.е.; † убит 39 г.) e политик и сенатор, историк и поет на ранната Римска империя.

## Биография
Лентул Гетулик е син на Кос Корнелий Лентул (консул 1 пр.н.е.) и брат на Кос Корнелий Лентул (консул 25 г.).
През 23 година той е претор peregrinus,а през 26 г. редовен консул заедно с Гай Калвизий Сабин. Между 29 и 39 г. за десет години е командир на войската в Горна Германия. Той е сроден със Сеян (неговата дъщеря е омъжена за неговия син), което му довежда обвинение от Абудий Рузон, на което той успява да се съпротиви. След съмнение за участие в бунт против Калигула е убит.
Лентул Гетулик се жени за Апрония Цезения, дъщеря на Луций Апроний (суфектконсул 8 г. и легат на войската в Долна Германия и приятел на младия Сенека). Той е баща на Гней Корнелий Лентул Гетулик (суфектконсул 55 г.) и на дъщеря Корнелия, омъжена за син на Сеян.
Лентул Гетулик е историк и автор на стихотворения и на еротични епиграми за съпругата си.